# Liste der Naturdenkmäler im Bezirk Oberpullendorf
Die Liste der Naturdenkmäler im Bezirk Oberpullendorf listet alle als Naturdenkmal ausgewiesenen Objekte im Bezirk Oberpullendorf im Bundesland Burgenland auf. Von den 17 Naturdenkmälern handelt es sich bei allen geschützten Objekten um Bäume oder Baumgruppen. Unter den als Naturdenkmäler ausgewiesenen Bäumen und Baumgruppen befinden sich verschiedene heimische sowie exotische Arten betreffen. Räumlich verteilen sich die Naturdenkmäler über den gesamten Bezirk.

## Naturdenkmäler
| Foto |                 | Name              | ID      | Standort | Beschreibung | Fläche | Datum |
| ---- | --------------- | ----------------- | ------- | --- | --- | ------ | ----- |
| 1    | Datei hochladen | Winterlindenallee | OP-002  | Kobersdorf KG: Kobersdorf GrStNr: 81/1 Standort                                                                  | Die Allee mit 12 geschützten Winterlinden führt zur römisch-katholischen Pfarrkirche Kobersdorf. |        | 1930  |
| 1    | Datei hochladen | Platane           | OP-043  | Oberpullendorf, Augasse 45 KG: Oberpullendorf GrStNr: 67/1 Standort                                              | Die Platane befindet sich im Garten des Hauses Augasse 45 in Oberpullendorf.Anmerkung: Im Bescheid ist die Grst.Nr. 61 angegeben, diese existiert jedoch nicht mehr.                                                         |        | 1964  |
| 0 BW | Datei hochladen | Rosskastanie      | OP-044  | Frankenau-Unterpullendorf KG: Unterpullendorf GrStNr: 85/1; 312/4 Standort                                       | |        | 1982  |
| 1    | Datei hochladen | Stieleiche        | OP-045  | Piringsdorf KG: Piringsdorf GrStNr: 5857 Standort                                                                | |        | 1989  |
| 1    | Datei hochladen | Stieleiche        | OP-046  | Oberloisdorf KG: Oberloisdorf GrStNr: 2669/6 Standort                                                            | |        | 1994  |
| 1    | Datei hochladen | Stieleiche        | OP-047  | Weppersdorf KG: Tschurndorf GrStNr: 797 Standort                                                                 | |        | 1998  |
| 1    | Datei hochladen | Holzbirne         | OP-048  | Lackenbach KG: Lackenbach GrStNr: 1369 Standort                                                                  | |        | 2000  |
| 1    | Datei hochladen | Speierling        | OP-050  | Mannersdorf an der Rabnitz, Friedhofgasse 1, westlich KG: Mannersdorf an der Rabnitz GrStNr: 1071; 3711 Standort | Der geschützte Speierling wies zum Zeitpunkt der Unterschutzstellung eine Höhe von 12 Meter und einen Stammumfang in Brusthöhe von 54 cm auf. Auf Grund seines Freistandes weist der Speierling eine kugelförmige Krone auf. |        | 2005  |
| 1    | Datei hochladen | Elsbeere          | OP-049  | Nikitsch KG: Kroatisch Geresdorf GrStNr: 3043; 3039 Standort                                                     | Die Elsbeere wies zum Zeitpunkt der Unterschutzstellung eine Höhe von 10 Metern und einen Brusthöhendurchmesser von rund 0,6 Meter auf.                                                                                      |        | 2004  |
| 1    | Datei hochladen | Speierling        | OP-051  | Stoob KG: Stoob GrStNr: 3296 Standort                                                                            | |        | 2013  |
| 1    | Datei hochladen | Speierling        | OP-052  | Stoob KG: Stoob GrStNr: 3300 Standort                                                                            | |        | 2013  |
| 1    | Datei hochladen | Speierling        | OP-053  | Mannersdorf an der Rabnitz KG: Rattersdorf-Liebing GrStNr: 282 Standort                                          | |        | 2014  |
| 1    | Datei hochladen | Speierling        | OP-126  | Großwarasdorf KG: Kleinwarasdorf GrStNr: 4476 Standort                                                           | |        | 2016  |
| 1    | Datei hochladen | Speierling        | OP-127  | Großwarasdorf KG: Kleinwarasdorf GrStNr: 4479 Standort                                                           | |        | 2016  |
| 1    | Datei hochladen | Stieleiche        | OP-4247 | Deutschkreutz, Nikitsch KG: Nikitsch GrStNr: 1440 Standort                                                       | |        | 2019  |
| 1    | Datei hochladen | Stieleiche        | OP-4248 | Deutschkreutz, Nikitsch KG: Deutschkreutz GrStNr: 7473 Standort                                                  | |        | 2019  |
| 0 BW | Datei hochladen | Traubeneiche      | OP-4246 | Kaisersdorf KG: Kaisersdorf GrStNr: 857 Standort                                                                 | |        | 2019  |

## Ehemalige Naturdenkmäler
| Foto |                 | Name               | ID     | Standort                                                   | Beschreibung | Fläche | Datum |
| ---- | --------------- | ------------------ | ------ | ---------------------------------------------------------- | --- | ------ | ----- |
| 1    | Datei hochladen | Baumförmiger Efeu  |        | Kobersdorf KG: Kobersdorf GrStNr: 385 Standort             | |        | 1927  |
| 0    | Datei hochladen | Föhre              |        | Oberpullendorf KG: Oberpullendorf GrStNr: 1692/1           | |        | 1931  |
| 1    | Datei hochladen | Rosskastanien      | OP-042 | Oberpullendorf KG: Mitterpullendorf GrStNr: 145 Standort   | Die beiden 1933 unter Schutz gestellten Rosskastanien befinden sich an der westlichen Seite der Pfarrkirche von Oberpullendorf. |        | 1933  |
| 0    | Datei hochladen | Rosskastanienallee |        | Lutzmannsburg, Friedhofsweg KG: Lutzmannsburg GrStNr: 4181 | Die geschützte Rosskastanienallee befand sich am Friedhofsweg in Oberpullendorf.                                                |        | 1965  |
| 0    | Datei hochladen | Linde              |        | Stoob KG: Stoob GrStNr: 594/4                              | |        | 1973  |

| Foto:                    | Fotografie des Naturdenkmals. Klicken des Fotos erzeugt eine vergrößerte Ansicht. Daneben finden sich zwei Symbole: \| Weitere Bilder vorhanden \| Das Symbol bedeutet, dass weitere Fotos des Objekts verfügbar sind. Durch Klicken des Symbols werden sie angezeigt. \| \| Eigenes Foto hochladen \| Durch Klicken des Symbols können weitere Fotos des Objekts in das Medienarchiv Wikimedia Commons hochgeladen werden. \| |
| Name:                    | Bezeichnung des Naturdenkmals laut offiziellen Quellen |
| ID                       | Identifikator |
| Standort:                | Es ist die Gemeinde und falls vorhanden die Adresse angegeben. Darunter sind die Katastralgemeinde (KG) und die Grundstücksnummer angeführt. Durch Aufruf des Links Standort wird die Lage des Denkmals in verschiedenen Kartenprojekten angezeigt. |
| Beschreibung             | Kurze Beschreibung des Naturdenkmals |
| Fläche                   | Fläche des Naturdenkmals in Hektar (ha) |
| Datum                    | Datum oder Jahr der Unterschutzstellung |
| Weitere Bilder vorhanden | Das Symbol bedeutet, dass weitere Fotos des Objekts verfügbar sind. Durch Klicken des Symbols werden sie angezeigt. |
| Eigenes Foto hochladen   | Durch Klicken des Symbols können weitere Fotos des Objekts in das Medienarchiv Wikimedia Commons hochgeladen werden. |